# Celliphine Chespol
Celliphine Chepteek Chespol (Kenia, 23 de marzo de 1999) es una atleta keniana especializada en la prueba de 2000 m obstáculos, en la que consiguió ser campeona mundial juvenil en 2015.

## Carrera deportiva
En el Campeonato Mundial Juvenil de Atletismo de 2015 ganó la medalla de oro en los 2000 m obstáculos, con un tiempo de 6:17.15 segundos, por delante de su paisana keniana Sandrafelis Chebet Tuei y de la etíope Agrie Belachew (bronce con 6:34.68 segundos).